# Bahnhof Nemuro-Shibetsu
Der Bahnhof Nemuro-Shibetsu (jap. 根室標津駅, Nemuro-Shibetsu-eki) ist ein ehemaliger Bahnhof auf der japanischen Insel Hokkaidō. Er befand sich in der Unterpräfektur Nemuro auf dem Gebiet der Stadt Shibetsu und war von 1937 bis 1989 in Betrieb.

## Beschreibung

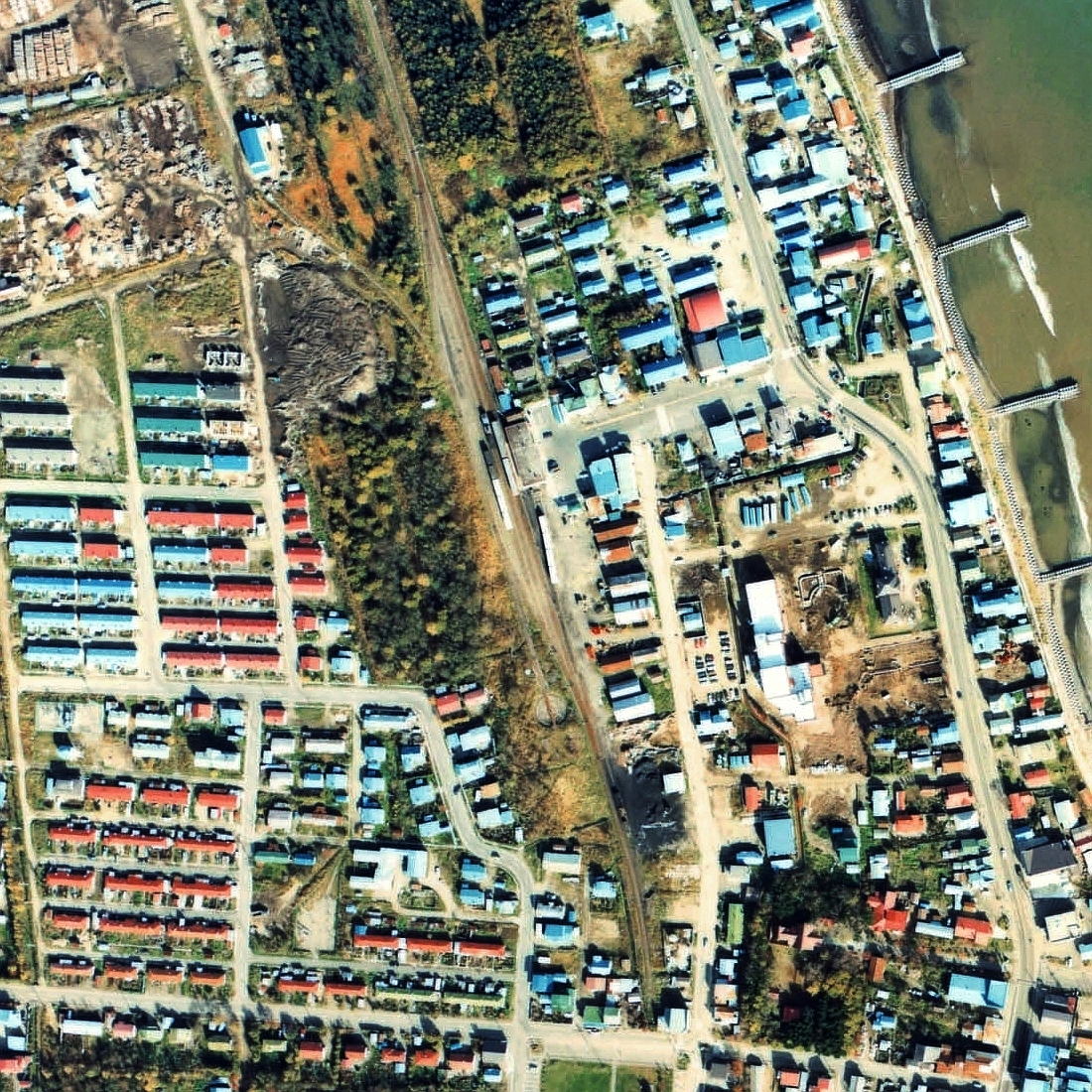
Luftansicht (1977)

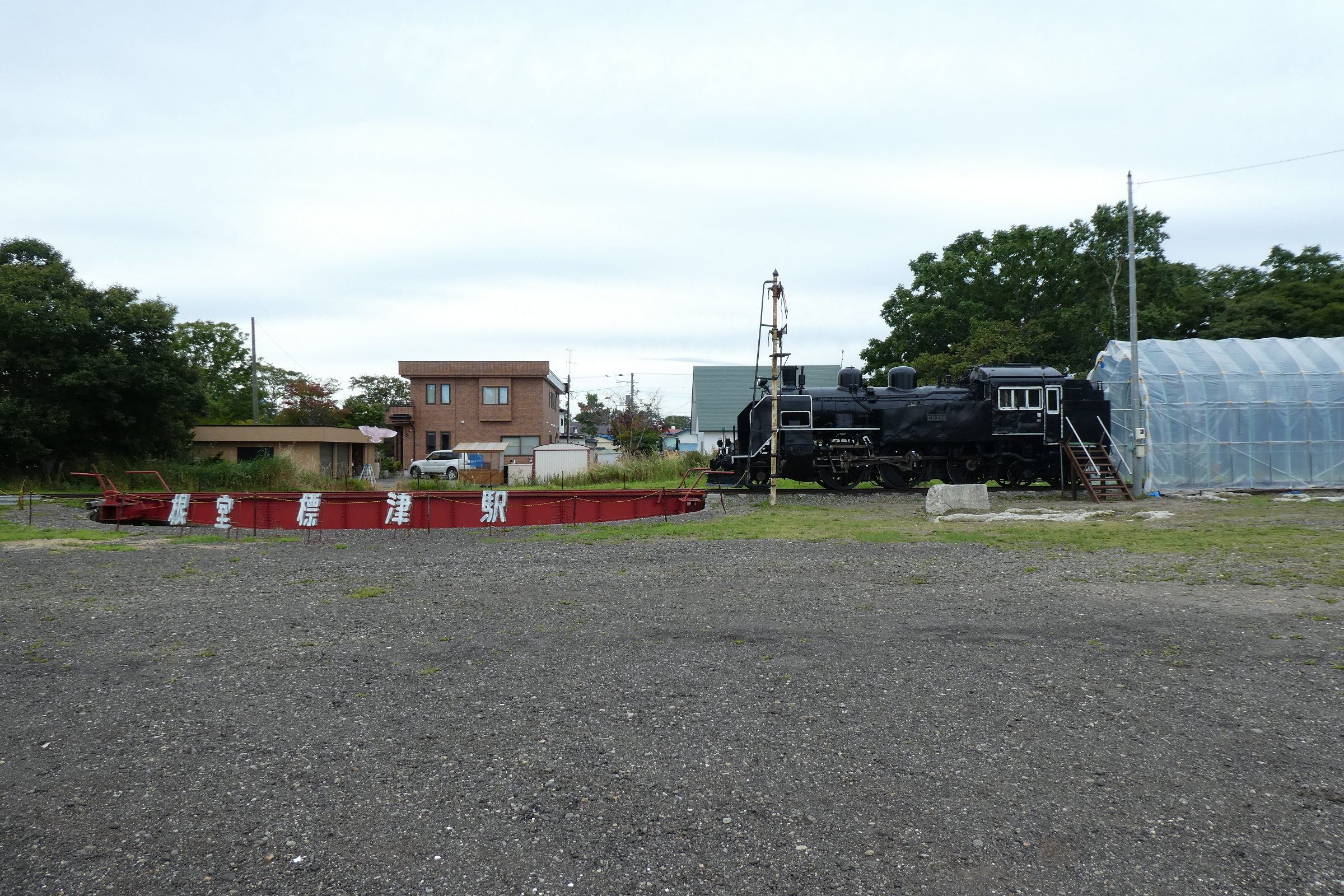
Drehscheibe (September 2019)

Nemuro-Shibetsu war die nordöstliche Endstation der Shibetsu-Linie nach Shibecha und Attoko. Der Bahnhof lag im Stadtzentrum und war von Norden nach Süden ausgerichtet (am nördlichen Stadtrand machte die Strecke einen weiten Bogen nach Südwesten). Er besaß ein Gleis für den Personenverkehr und einen Hausbahnsteig, das Empfangsgebäude befand sich an der Ostseite. Hinzu kamen auf der Westseite zwei Gleise für den Güterverkehr und ein kleines Depot mit Drehscheibe. Die Strecke endete in einem Abstellgleis rund 150 Meter südlich des Bahnhofs. Von der Anlage ist abgesehen von der Drehscheibe nichts erhalten geblieben, das Empfangsgebäude wurde abgerissen.

## Geschichte
Das Eisenbahnministerium eröffnete den Bahnhof am 30. Oktober 1937, zusammen mit dem Teilstück zwischen Nemuro-Shibetsu und Nakashibetsu. Damit war die Shibetsu-Linie fertiggestellt. Von 1962 bis 1986 verkehrten ab Nemuro-Shibetsu Schnellzüge über Nakashibetsu und Shibecha nach Kushiro. Es gab Pläne, die Shibetsu-Linie in Richtung Shiretoko-Halbinsel weiterzuführen und sie mit der Konpoku-Linie nach Shiretoko-Shari zu verknüpfen, doch nach deren Stilllegung im Jahr 1970 wurde das Vorhaben aufgegeben. 1967 ersetzte die Japanische Staatsbahn das Empfangsgebäude durch einen Neubau. Aus Kostengründen gab sie am 30. April 1980 den Güterumschlag auf, am 1. Februar 1984 auch die Gepäckaufgabe. Im Rahmen der Staatsbahnprivatisierung ging der Bahnhof am 1. April 1987 in den Besitz von JR Hokkaido über. Diese legte am 1. Mai 1989 die Shibetsu-Linie still.